# Hymenomima nephalia
Hymenomima nephalia là một loài bướm đêm trong họ Geometridae.